# Orbinia grubei
Orbinia grubei är en ringmaskart som beskrevs av McIntosh 1910. Orbinia grubei ingår i släktet Orbinia och familjen Orbiniidae. Inga underarter finns listade i Catalogue of Life.